# 山本幸代
山本幸代（日语：／ Yamamoto Sachiyo，1950年8月4日—2013年3月14日），日本女子篮球运动员。她曾随日本国家队参加了1976年夏季奥林匹克运动会女子篮球比赛，最终队伍获得第五名。